# Giulio Mencuccini

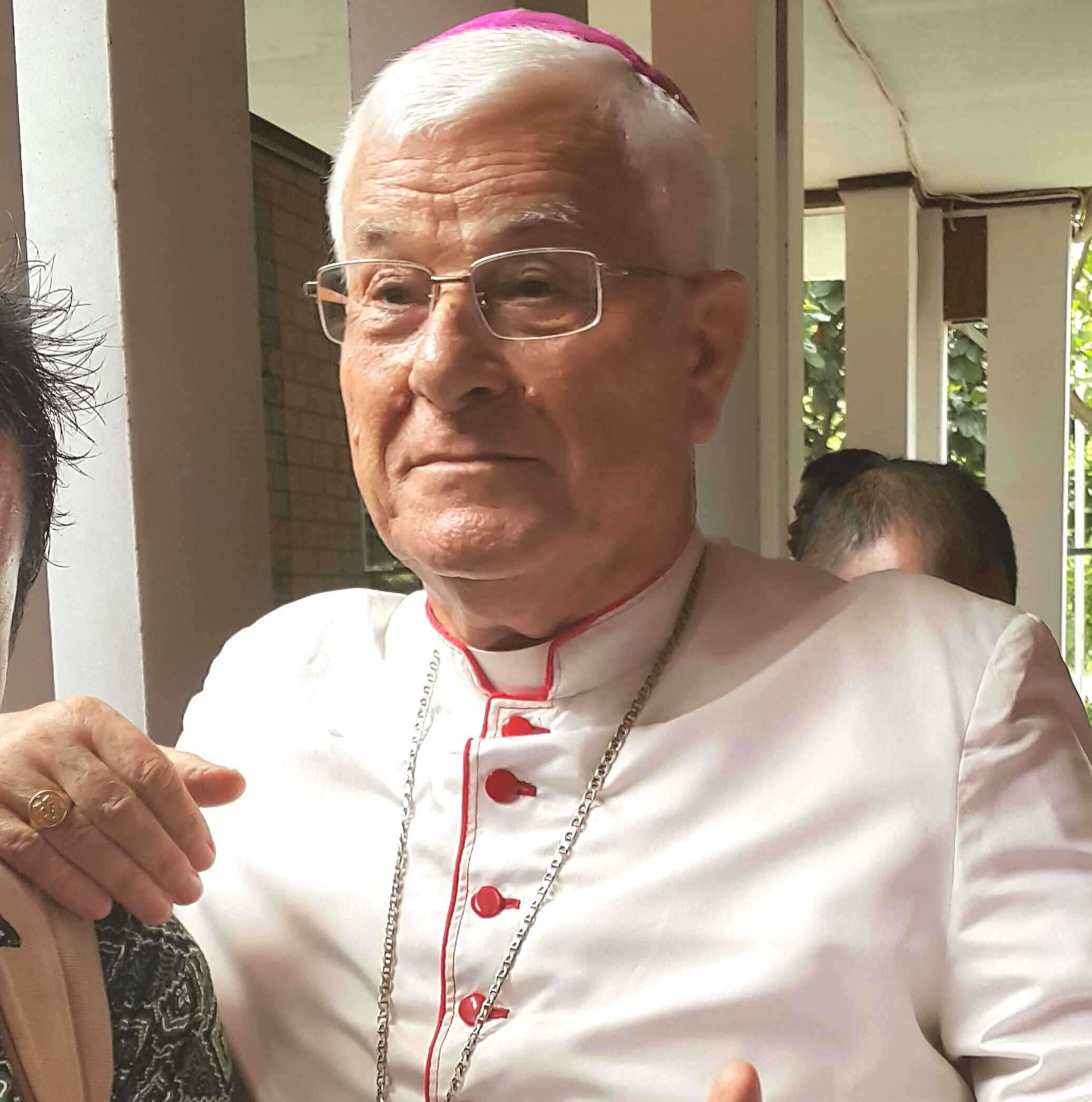
Giulio Mencuccini, 2017

Giulio Mencuccini CP (* 13. März 1946 in Fossacesia) ist ein italienischer Ordensgeistlicher und emeritierter römisch-katholischer Bischof von Sanggau in Indonesien.

## Leben
Giulio Mencuccini trat der Ordensgemeinschaft der Passionisten bei, legte am 5. September 1964 die Profess ab und empfing am 6. August 1973 die Priesterweihe.
Papst Johannes Paul II. ernannte ihn am 22. Januar 1990 zum Bischof von Sanggau. Der Erzbischof von Pontianak, Hieronymus Herculanus Bumbun OFMCap, spendete ihm am 3. Juni desselben Jahres die Bischofsweihe; Mitkonsekratoren waren Erzbischof Francesco Canalini, Apostolischer Pro-Nuntius in Indonesien, und Julius Riyadi Kardinal Darmaatmadja SJ, Erzbischof von Jakarta und Militärbischof von Indonesien.
Papst Franziskus nahm am 18. Juni 2022 seinen altersbedingten Rücktritt an.